# Scott La Rock
Scott Monroe Sterling (2 mars 1962 - 27 août 1987), connu sous le nom de scène DJ Scott La Rock, est un disc jockey de hip-hop américain et producteur de musique originaire du Bronx, à New York. Il est  l'un membres fondateurs du groupe de rap East Coast Boogie Down Productions.
La mort de Sterling en août 1987 est considérée le premier meurtre d'un artiste majeur du hip-hop.

## Biographie

### Les débuts
Scott Sterling naît le 2 mars 1962 dans le Bronx à New York. Ses parents se séparent quand il a quatre ans, il est donc élevé par sa mère, Carolyn Morant, une employée municipale. Ils déménagent du Queens au Bronx : d'abord dans le quartier de Morrisania, puis à Morris Heights.
Il excelle à la fois dans les études et dans le sport à l'école secondaire luthérienne Our Savior, où il obtient son diplôme en 1980. Il fréquente ensuite le Castleton State College dans le Vermont, où il reçoit une « lettre universitaire » en basket-ball.

### Carrière
La Rock retourne à New York dans l'espoir d'y trouver du travail et de percer dans l'industrie de la musique. Grâce à une relation de sa mère, il décroche un emploi de travailleur social au Franklin Armory Men's Shelter sur la 166e Rue dans le Bronx. La nuit, cependant, il joue des disques dans le point chaud du hip-hop, le Broadway Repertoire Theatre.
Dans son emploi de travailleur social, La Rock rencontre le rappeur KRS-One en 1986 au Franklin Men's Shelter où il réside. Le duo forme Boogie Down Productions (BDP) avec le DJ Derrick "D-Nice" Jones, un cousin de Floyd Payne, le vigile du refuge. Le premier album du groupe en 1987, Criminal Minded, est considéré comme un classique du hip-hop,.

### Décès
Le 27 août 1987, D-Nice est agressé par des hommes qui lui en veulent d'avoir parlé à l'une de leurs ex-petites amies. D-Nice demande à La Rock de l'aider à désamorcer la situation. Plus tard dans la journée, La Rock, Scotty "Manager Moe" Morris, DJ McBooo, D-Nice et Darrell, le garde du corps du BDP, conduisent une Jeep CJ-7 jusqu'au bâtiment Highbridge Homes Projects, sur University Avenue dans le South Bronx. Alors qu'ils repartent, des balles sont tirées à travers le côté et le toit de la Jeep. La tête de La Rock cogne contre le tableau de bord, mais il ne se rend pas compte immédiatement qu'il a été touché par une balle à l'arrière de la tête. Il est conduit à l'hôpital Lincoln du Bronx. Il est conscient lorsqu'il est transporté aux urgences, disant aux médecins qu'il a froid et qu'il est fatigué. Il meurt au bloc opératoire.
Deux hommes sont arrêtés et accusés du meurtre de La Rock, mais ils sont acquittés lors du procès.

## Discographie

### Albums studio
- 1987 : Criminal Minded
- 1988 : By All Means Necessary - Scott La Rock est mort pendant la réalisation de cet album.

### Compilations
- 1997 : Man & His Music (Remixes from Around the World)
- 2001 : Best of B-Boy Records